# Liaofang Shuiku
Liaofang Shuiku är en reservoar i Kina. Den ligger i provinsen Jiangxi, i den sydöstra delen av landet, omkring 130 kilometer sydost om provinshuvudstaden Nanchang. Liaofang Shuiku ligger 51 meter över havet. Arean är 6,1 kvadratkilometer. I omgivningarna runt Liaofang Shuiku växer i huvudsak blandskog. Den sträcker sig 7,7 kilometer i nord-sydlig riktning, och 5,7 kilometer i öst-västlig riktning.
Genomsnittlig årsnederbörd är 2 563 millimeter. Den regnigaste månaden är juni, med i genomsnitt 466 mm nederbörd, och den torraste är oktober, med 21 mm nederbörd.